# Wasilij Tutkiewicz
Wasilij Iwanowicz Tutkiewicz, ros. Василий Иванович Туткевич (ur. 1878 we wsi Bolszaja Koszeliewka w guberni czernichowskiej, zm. 6 maja 1943 w Krasnodarze) – radziecki duchowny prawosławny, bojownik antysowiecki
Był duchownym prawosławnym. Posługiwał jako protojerej w stanicy Paszkowskaja. Na pocz. lat 30. brał udział w antysowieckich wystąpieniach zbrojnych na Kubania, w rezultacie czego aresztowano go i skazano w listopadzie 1932 r. na karę 3 lat łagrów. Po jej odbyciu powrócił w rodzinne strony. Podczas okupacji niemieckiej w latach 1942-1943 służył protojerejem w cerkwi Swiato-Iljinskiej w Krasnodarze. Po wyzwoleniu miasta przez Armię Czerwoną na pocz. 1943 r., został aresztowany przez NKWD. Po procesie skazano go na pocz. kwietnia tego roku na karę śmierci przez rozstrzelanie, która została wykonana 6 maja.